# Al-Qadisiya FC Al Khubar
L'Al-Qadisiya FC Al Khubar (àrab: نادي القادسية السعودي لكرة القدم, Nādī al-Qādisiyya as-Saʿūdī li-Kurat al-Qadam, ‘Club Saudita de Futbol d'al-Qadissiyya’) és un club de futbol saudita de la ciutat d'Al Khubar.

## Palmarès
- Copa del Príncep de la Corona saudita de futbol:[2]
  - 1991–92
- Copa Federació saudita de futbol:[2]
  - 1993–94
- Segona Divisió (Saudi First Division):
  - 2001–02, 2008–09, 2014–15
- Recopa asiàtica de futbol:
  - 1994